# Friedrich von Wernigerode
Friedrich von Wernigerode († 1338 in Wernigerode) war Graf von Wernigerode.

## Epitaph
Sein teilweise erhaltenes Epitaph aus grauem Sandstein ist auf der inneren Seite der südlichen Sakristeimauer der Sylvestrikirche Wernigerode in die Mauer eingelassen worden. Die Ritzzeichnung zeigt Friedrich, in der rechten Hand das blanke Schwert geschultert wie ein Roland und in der linken auf der Stange einen Falken. Auf dem bartlosen Kopf hat er eine Grafenmütze mit Pelzbesatz, um den Oberkörper trägt er Koller und Mantel. Es fehlt die untere rechte Hälfte des Grabsteins. Als Umschrift ist zu erkennen: ANNO DOMINI MCCCXXX [VIII ...] REQUIESCAT IN PACE". Dies deutet darauf, dass Graf Friedrich die Barbarakapelle am Gerhause gegründet hat, wo der Stein ursprünglich wohl auch stand.